# Moszczanica Nowa
Moszczanica Nowa (ukr. Нова Мощаниця) – wieś na Ukrainie, w obwodzie rówieńskim, w rejonie rówieńskim, w hromadzie Mizocz. W 2001 liczyła 850 mieszkańców, spośród których 849 wskazało jako ojczysty język ukraiński, a 1 rosyjski.
W okresie międzywojennym wieś znajdowała się w granicach II RP, wchodząc w skład gminy Buderaż w powiecie zdołbunowskim, w województwie wołyńskim.